# Nordanbergstjärnen, Jämtland
Nordanbergstjärnen är en sjö i Bräcke kommun i Jämtland och ingår i Ljungans huvudavrinningsområde.